# 우샤 라자크
우샤 라자크(네팔어: उषा रजक, 1985년 10월 18일 ~ )는 네팔의 배우, 모델이다. 2006 월드 미스 유니버시티 네팔 대표 참가자이다.